# Štanjel
Štanjel [štánjeu̯] je slikovito kraško naselje v občini Komen. Deli se na staro jedro (Gornja vas), ki je terasasto razporejeno proti vrhu 363 metrov visokega griča Turn, in novejše razloženo naselje hiš pod njim (Dolnja vas). Značilnost naselja so ozke ulice s strnjenimi nizi kamnitih hiš. Stavbe vasi in pritikline hiš imajo raznolike kamnoseške izdelke. Izjemnost vasi dajejo delno ohranjeno obzidje z vhodnimi stolpi, prenovljeni grad (muzej), župnijska gotska cerkev z značilnim zvonikom in Ferrarijev vrt.

## Zgodovina
Zaradi prometno-geografske in strateške razgledne lege je bil Štanjel pomemben že od mlajše železne dobe dalje. Naselje je razcvet doživelo že v rimski dobi, ko se je širilo po gozdiču proti vrhu Turna navzgor. V 11. in 12. stoletju je bil grič na novo utrjen – še danes so vidni ostanki stolpa na vrhu Turna. Zaradi nevarnosti turških vpadov so Štanjel ob koncu 15. stoletja zavarovali z obzidjem. 
Veliko je gotskih elementov, ki dokazujejo, da je naselje že v srednjem veku doseglo današnji obseg. Najstarejši ostanki gradu segajo v srednji vek, dozidali so renesančne obrambne stolpe. Novo podobo so mu dali grofje Cobenzli ob koncu 17. stoletja. Požgan grad, ohranjeni so bili samo obodni zidovi, so po drugi svetovni vojni prenovili po načrtih arhitektke dr. Nataše Suhadolc Šumi. V najprej prenovljeni polovici gradu so uredili zbirko del kraškega slikarja Lojzeta Spacala. Kasneje so jo dopolnili z zbirko lokalne zgodovine. Drugi, za tem prenovljeni del gradu, ima razstavo s predstavitvijo Krasa. V grajski dvorani imajo pogosto koncerte in poroke. V pritličju gradu je gostinski lokal.
Poseben pečat kraju je dal Fabianijev tržaški prijatelj in sorodnik zdravnik Enrico Ferrari. Ferrari se je zaljubil v Štanjel. Govoril je dobro slovensko in vsako poletje tu preživel po več mesecev. V Štanjel je redno prihajal tudi vse druge proste dneve. Leta 1924 sta skupaj s Fabianijem pričela velikopotezno delo, ki je trajalo vse do leta 1942. V tem času sta pod obrambnim zidom na južni strani naselja uredila obsežen terasast  park. Ferrari je imel zaposlenega stalnega oskrbnika. Pri gradnji parka pa je bilo občasno zaposlenih tudi po dvajset in več delavcev. Kamenje, ki so ga rabili pri gradnji, so vozili iz kamnoloma pri naselju Tupelče. Ferrari je v Štanjelu kupil sedem hiš in skoraj vsa prosta zemljišča okoli vasi vse do Podlasov, tako da je v smeri proti Gornji Branici lahko hodil malone pol ure po svoji lastnini. Fabiani je med vojnama pomagal prenoviti tudi grad in številne hiše v vasi in v bližnjem Kobdilju.  
Znana je manj verjetna zgodba, da naj bi tik pred koncem vojne nemška vojska hotela porušiti grad Štanjel, kar naj bi z intervencijo preprečil arhitekt Maks Fabiani. Ta naj bi se skliceval na znanstvo s Hitlerjem iz obdobja, ko je ta želel postati slikar na Dunaju. Poveljujoči častnik je baje poklical v Berlin in morda dobil odgovor, »naj staremu gnjavežu ustreže«. Zgodba je bolj kot ne le legenda, saj je Fabianijevo znanstvo s Hitlerjem bilo verjetno le bežno, čeprav si je ta želel študirati arhitekturo na Dunaju. Po drugi svetovni vojni so naselje zelo počasi popravljali. Številni domačini so se izselili, ker je bila vas do leta 2015 brez vodovoda. Sedaj stari in številni novi naseljenci prenavljajo posamezne hiše. Ob značilnih kraških motivih, vodnjakih in šapah so na cerkvi in v ulici ob Kraški hiši spominske portretne glave Tarasa Ševčenka, Jožeta Abrama in Antona Mahniča. Manjka dostojen spomenik Maksu Fabianiju. Ob kipu Ševčenka se vsako leto marca ob obletnici njegovega rojstva zbirajo predstavniki ukrajinske diaspore v Sloveniji.

## Znamenitosti
- Grad Štanjel, delno rekonstruiran po načrtih arhitektke Nataše Šumi Suhadolc
- Ledenica ali Gledanica – najvišja točka na vrhu hriba Turn, kjer so vidni ostanki rimskega obrambnega stolpa
- Galerija slikarja Lojzeta Spacala (v gradu)
- Poznogotska župnijska cerkev sv. Danijela z značilnim limonastim zaključkom zvonika iz leta 1609
- Stolp na vratih ali Kobdiljski stolp (drugi vhodni stolp v Štanjel)
- Kraška hiša, domnevno najstarejša stavba, t. i. »romanska« hiša, ki odraža arhitekturne značilnosti prvotnih kraških hiš, grajenih v času romanike in gotike. V pritličju je gospodarski del, v prvem nadstropju pa spalni in kuhinjski del. Na hiši so še ohranjeni obnovljeni kamniti žlebovi po katerih je pritekala deževnica v bližnji vaški vodnjak. V njej je etnološka razstava
- Ferrarijev vrt je park, ki ga je Maks Fabiani uredil za sorodnika Enrica Ferrarija in je kot najpomembnejša parkovna ureditev iz časa med obema vojnama uvrščen med spomenike državnega pomena in ima danes status parka
- Spomeniki: bronasti portreti Josipu Abramu, Tarasu Ševčenku in Antonu Mahniču (kipar M. Begić)
- Fabianijeva pot, krožna pešpot med Štanjelom in Kobdiljem
- Avstro-ogrsko vojaško pokopališče v spodnjem delu vasi
- Stara parna lokomotiva na železniški postaji

## Znameniti vaščani
- Maks Fabiani, slovenski arhitekt in urbanist
- Jože Abram, slovenski pisatelj in prevajalec

## Galerija
- Štanjelski grad in cerkev sv. Danijela
- Stolp na vratih
- Golobnjak-uta v Ferrarijevem vrtu
- Poznogotska cerkev sv. Danijela
- Grad Štanjel, Galerija Lojzeta Spacala
- Stara kmečka hiša z lepo ohranjenimi kamnitimi žlebovi
- Vaški vodnjak
- Dimnik, biser kraške arhitekture